# 磯谷香代子
磯谷 香代子 （いそがい かよこ、1965年10月15日 - ）は、日本の政治家。元衆議院議員（1期）。

## 経歴

### 略歴
愛知県出身。愛知県立大学文学部卒業後、金融関係会社で1年間勤務。退職後は定職に就かず、9年間アルバイトで生活。その後病気がちの両親の看病と介護をするようになり、そうした家庭の都合からアルバイト先6か所を転々とした。2001年頃から2005年日本国際博覧会（愛知万博）の市民プロジェクトに参加したが、それ以外は友人のデータ整理業務の仕事の請負など引き続きパートタイムの仕事をしていた。2004年10月に父親が死去。2008年5月には母親も他界した。未婚のためその後現在まで一人暮らしである。

### 衆院選立候補
2009年7月、民主党は第45回衆議院議員総選挙の比例東海ブロックにおいて当初の想定以上の当選者を出すことが見込まれ、比例代表候補が足りなくなる恐れが生じた。このため公示直前になって比例代表候補を急遽増やす必要性に見舞われた。民主党執行部は「仕事を辞める必要がなく、立候補に必要な住民票などをその日のうちに出せる人」という条件を提示し、地方支部に急いで候補者を探すよう指示。これ受けた民主党参議院議員の谷岡郁子は、周囲の知人など数名に声をかけた。そのうちの一人が愛知万博の市民プロジェクトで知り合い、2007年の第21回参議院議員通常選挙に谷岡が立候補した際の選挙事務所スタッフにも加わっていた磯谷であった。磯谷はアルバイトのみの無職だったため仕事をやめる必要がなく、執行部提示の条件に合致。谷岡の依頼に磯谷のみが応諾したため直ちに磯谷を党本部に推薦、41位記載の比例単独候補として公示のわずか3日前に立候補することとなった。磯谷が比例名簿への搭載を自ら確認したのは党の資料等ではなく公示日当日の新聞だったという。磯谷はこの時の心境をtwitterにおいて「昨日、これぞ「晴天の霹靂」という事態が発生。人生、いろんなことがあるものです」と綴っている。谷岡から「人に迎合しないところが政治家向き」と評価されたものの、名簿順位最下位の数合わせのための立候補であり当選の見込みがなく、本人も当選する気はもとよりなかったことから、選挙期間中も専ら他の候補の運動の手伝いに終始した。個人事務所も開かず、谷岡の事務所に詰めていた。立候補者としての自身の街頭演説はわずか2回であった。

### 初当選とその後
同年8月30日、投票の結果、民主党は比例東海ブロックにおいて11議席分の得票を獲得、重複立候補した候補者のうち29人が小選挙区選出となったため、比例名簿順位40位までが当選となり41位の磯谷は次点となった。しかし、みんなの党が比例代表の得票を1議席獲得したにもかかわらず、同党唯一の比例代表候補であった佐藤剛が重複立候補した小選挙区において得票率8.3%にとどまったため比例復活当選とはならず、この議席が民主党に充当された結果、名簿順位で次点となっていた磯谷が当選確定となった。
当選が決まると「負け組側の一人として現状を変えたい」と意欲を見せ、みんなの党の候補者不足による「棚ぼた当選」であることは認めつつも、「いろいろな事情を抱えた人々の話を丁寧に聞きたい」「人々が効果を実感できる政策を一つ一つ実行していきたい」等と抱負を語っている。当選後は谷岡の個人指導を受け登院に備え、第172回国会（特別国会）の初登院時には「天気と同様、晴れやかな気分。アルバイトやパートを転々としただけに、非正規雇用の問題に取り組みたい。私のように看病や介護で安定した生活を送れない人の力になりたい」と述べた。また当選時には約20年前の大学卒業の折に作ったというスーツしか持っていなかったため、「デザインが古くて」着られないと判断し、国会初登院に備えてスーツを新調。「（普段と）1ケタ違うから」と財布の中身を気にしながらベージュとグレーのスーツ上下2着を購入、「予算内に収まった」と語る。愛車は15年以上使用しているMiniで、信号で止まると時々エンジンも停止する。
しかし、2010年の資産公開において、約1576坪の土地や時価2200万円相当の株式などを保有していることが明らかになり、前述のような人物像との乖離から話題を呼んだ。2011年8月、菅直人の首相退陣に伴う民主党新代表を選ぶために行われた民主党代表選挙に際しては、候補者の一人である馬淵澄夫の推薦人の一人に名を連ねた。
2012年12月16日の第46回衆議院議員総選挙では、愛知14区から民主党公認で出馬するも落選。その後、引退宣言。

## 所属していた団体・議員連盟
- 焼肉を考える議員連盟（幹事）[8]
- イクメン議員連盟（呼びかけ人）